# Beijós
Beijós ist eine Gemeinde (Freguesia) im portugiesischen Kreis Carregal do Sal. In ihr leben 814 Einwohner (Stand 19. April 2021).